# Cieciułów
Cieciułów (dawniej „Cieciołów”) – wieś w Polsce położona w województwie opolskim, w powiecie oleskim, w gminie Rudniki. W latach 1975–1998 miejscowość położona była w województwie częstochowskim. W skład sołectwa wchodzą ponadto wsie Brzeziny Cieciułowskie oraz Stawki Cieciułowskie.
W Cieciułowie znajduje się:
- Publiczna Szkoła Podstawowa im. Tadeusza Kościuszki z 1930 roku;
- Kościół pw. Miłosierdzia Bożego w Cieciułowie z 1986 roku;
- OSP Cieciułów (1912);
- Ośrodek Tradycji Wiejskiej i Strażackiej w Cieciułówie.

## Integralne części wsi
| SIMC    | Nazwa                  | Rodzaj  |
| ------- | ---------------------- | ------- |
| 0144740 | Brzeziny Cieciułowskie | kolonia |
| 0144762 | Stawki Cieciułowskie   | kolonia |
| 0998694 | Cieciułów              | kolonia |

## Historia Wsi
Miejscowość historycznie należy do ziemi wieluńskiej. Ma metrykę średniowieczną i istnieje co najmniej od XIV wieku. Wymieniona po raz pierwszy w dokumencie z 1401–1404 pod nazwami „Czeczvlowo, Czeczulow, Czieciulow” .
Miejscowość została odnotowana w historycznych dokumentach prawnych, własnościowych i podatkowych. Była wsią szlachecką, która w początku XV wieku należała do rodu Wieruszów z Kowal. W 1401 Bernard Wierusz nadał 9 łanów należących do wsi paulinom wieruszowskim. Kolejny łan nadał im Wierusz z Białej. W 1420 Lutold z Wiktorowa nadał klasztorowi w Wieruszowie jeszcze jeden łan. Przez darowizny miejscowej szlachty własność wsi stała się mieszana .
W początku XVI wieku wymienia ją Liber beneficiorum archidiecezji gnieźnieńskiej spisany przez Jana Łaskiego. W 1511 odnotowano płatność dziesięciny z 5–12 łanów arcybiskupowi po 6 groszy oraz mierze owsa. W 1518 wymieniono dwa łany. W 1520 odnotowano dziesięcinę pieniężną z łanów osiadłych plebanowi w Żytniowie, natomiast arcybiskup pobierał ją z łanów opuszczonych. Wieś leżała wtedy w parafii Żytniów. W 1551 była częścią powiatu wieluńskiego. W roku 1552 własność wsi była mieszana i dzieliła się na trzy części należące do 4 Kowalskich, 2 Raczyńskich oraz klasztoru w Wieruszowie. We wsi gospodarowało wówczas 13 kmieci, a część łanów była opuszczona. Pół łana należało do sołtysa. W miejscowości stał również młyn zbożowy. W 1553 część Jana Kowalskiego liczyła 2 łany, a 1/2 łana była własnością sołtysią. W 1533 prowincjał paulinów wieruszowskich zatwierdził Bartłomieja Zychalę na sołtysa Cieciułowa. Do sołectwa należał jeden łan oraz sadzawki i było ono własnością klasztoru w Wieruszowie .
Po rozbiorach Polski miejscowość znalazła się w zaborze rosyjskim. Jako wieś „Cieciołów” leżącą w powiecie wieluńskim, gminie Rudniki, parafii Żytniów odległą 10 wiorst od Praszki, wymienia ją XIX-wieczny Słownik geograficzny Królestwa Polskiego. Wieś dzieliła się na trzy części – wieś, dwór oraz zaścianek rządowy, które miały urzędowe oznaczenia A, B i C. W 1880 główna część A liczyła 56 domów oraz 840 mieszkańców. Ziemia należała do włościan i liczyła 31 włók. Na południowym krańcu wsi znajdował się dwór szlachecki położony w parku, z sadem i ogrodem, który pod koniec XIX wieku należał do Stamierowskiego. We wsi była także kuźnia oraz gorzelnia zbudowana według systemu Pistoriusza w 1870. Wytwarzano w niej okowitę, którą w 90% eksportowano za granicę. W okolicy wsi, przy granicy ze Śląskiem, znajdowały się pokłady torfu.
W 1909 r. w Cieciułowie zorganizowano I klasę szkoły gimnazjalnej. W 1918–1939 już działało sołectwo.

## Ludność
Cieciułów zamieszkuje ok. 511 osób, w tym 250 kobiet i 261 mężczyzn. W ostatnich latach obserwuje się malejący przyrost naturalny, choć liczba ludności w wieku produkcyjnym ostatnio utrzymuje się na stałym poziomie. Znaczna część młodych ludzi przenosi się do miast szukając pracy lub wyjeżdżają sezonowo do pracy za granicę. Ludzie zajmują się tu głównie rolnictwem, a znaczna ich część w wieku produkcyjnym pracuje w pobliskich miastach: Praszka, Wieluń, Krzepice, Olesno. Tylko niewielka część szuka samozatrudnienia tworząc firmy i zakładając własną działalność gospodarczą.

## Ludzie związani z Cieciułowem
- Kazimierz Stamirowski (ur. 6 lutego 1884, zm. 11 października 1943 w KL Auschwitz) – podpułkownik dyplomowanykawalerii Wojska Polskiego, adiutant marszałka Józefa Piłsudskiego, urzędnik i działacz państwowy II Rzeczypospolitej.

## Warunki naturalne
Południowa i środkowa część wsi położona jest w obrębie misy wytopiskowej na wysokości 245–247 m n.p.m., pozostały obszar znajduje się między wzgórzami moren czołowych 247–250 m n.p.m. Na terenie wsi nie ma lasów, są natomiast stawy, gdzie spotyka się dzikie kaczki, bociany.

## Infrastruktura techniczna
Wieś położona jest przy drodze powiatowej. Pozostałe drogi przebiegające przez miejscowość to drogi gminne. Większość z nich ma nawierzchnię asfaltową. Wieś jest w pełni zwodociągowana i skanalizowana. Na terenie całej wsi, tak jak w całej gminie, prowadzona jest akcja segregacji odpadów u źródła, gdzie odpady są segregowane do odpowiednich worków w gospodarstwach domowych.

## Historia parafii w skrócie
W czerwcu 1986 r. bp Stanisław Nowak powołał tu wikariat terenowy i zlecił opiekę duszpasterską nad wiernymi tego terenu ks. Zbigniewowi Jacuńskiemu. Pierwsza msza została odprawiona w Cieciułowie 29 czerwca 1986 r., wkrótce została wybudowana również tymczasowa kaplica, która służyła wspólnocie do czasów wejścia do nowego kościoła jesienią 1991 r.
21 listopada 1986 r. bp Stanisław Nowak podniósł wikariat do rangi pełnoprawnej parafii, wydzielając jej teren z parafii w Żytniowie. Pierwszym proboszczem został dotychczasowy wikariusz terenowy – ks. Zbigniew Jacuński, który mógł już oficjalnie, jako duszpasterz uznanej przez władze państwowe placówki, podjąć działania zmierzające do nabycia działki pod budowę kościoła i plebanii. Dzieło budowy prowadził kolejny proboszcz – ks. Janusz Bacia. 24 czerwca 1988 r. bp Stanisław Nowak dokonał poświęcenia placu pod budowę kościoła i złączonego z nim w jednej bryle domu parafialnego. Projekt architektoniczny opracowała Anna Morasiewicz z Wrocławia i Henryk Sękala z Będzina. Część mieszkalna budowli w stanie surowym była gotowa w listopadzie 1988 r. W tym samym miesiącu wykopano i zalano fundamenty pod część sakralną. 24 czerwca 1989 r. bp Stanisław Nowak poświęcił fundamenty i wmurował kamień węgielny poświęcony przez Jana Pawła II w Warszawie 8 czerwca 1987 r. 15 sierpnia 1990 r. bp Miłosław Jan Kołodziejczyk poświęcił mury świątyni, dzwonnicę wraz z trzema dzwonami. Bp Stanisław Nowak 2 listopada 1991 r. poświęcił cmentarz grzebalny, a 24 listopada tegoż roku – dokonał poświęcenia kościoła. Uroczyste poświęcenie dokonane zostało po całkowitym ukończeniu kościoła i wyposażeniu go w konieczny sprzęt (łącznie z ławkami i konfesjonałem) – 6 września 1992 r. przez abpa Stanisława Nowaka.
Dotychczasowi proboszczowie
- Zbigniew Jacuński (1986–1987)
- Janusz Wojciech Bacia (1987–2002)
- Piotr Bednarz (2002–2011)
- Józef Foltyński (2011–)

## Historia Szkoły Podstawowej im. Tadeusza Kościuszki w Cieciułowie
W roku szkolnym 1934/35 została zaprowadzona, przez kierownika tutejszej szkoły Czesława Rawickiego, szczegółowa kronika szkolna obejmująca dzieje szkoły i wsi. Kronika ta wraz z wieloma dokumentami została zniszczona w pierwszych dniach wojny. W 1945 roku kierownik szkoły Kazimierz Dominas na podstawie danych zebranych od najstarszych mieszkańców Cieciułowa zrekonstruował kronikę szkolną. Z opowiadań najstarszych mieszkańców wynika, iż w II połowie XIX wieku szkoła mieściła się w Cieciułowie w budynku prywatnym od strony wsi Bugaj. Przed rokiem 1890 został zakupiony i sprowadzony zza Przystajni za 500 rubli nowy, drewniany budynek szkolny obejmujący salę szkolną i 3-izbowe mieszkanie. Budynek ten został postawiony od południowej strony przydrożnego stawu, frontem do drogi. W lipcu 1911 roku we wsi wybuchł pożar, który pochłonął 16 stodół i domów mieszkalnych, między innymi i szkołę. W latach 1911–1931 uczniowie uczyli się w domach prywatnych u pana Jakowicza, Marcina Drosia, Ignacego Ośródki, Ludwika Sykulskiego, Alfreda Abramowicza i Feliksa Frejusa. W 1930 roku rozpoczęto budowę istniejącej szkoły. W pierwszym roku budowy wykopano i zalano fundamenty. W 1931 roku postawiono mury i założono dach, a w następnych latach stopniowo wykończono wnętrze. Szkołę budowano z funduszów gminnych, a wsie Cieciułów i Bugaj dokonały bezpłatnie zwózki materiałów budowlanych i dostarczyły robotników. Budynek szkoły stoi w ośrodku folwarcznym byłego majątku państwowego Cieciułów-Bugaj. Po dokonanej parcelacji majątku przez Dyrekcję Lasów Państwowych przydzielono dla szkoły, od drogi wiejskiej w kierunku wschodnim, obszar 4 hektarów. Przed wybuchem wojny w szkole uczyło pięciu nauczycieli, a w roku szkolnym 1938/39 było 332 dzieci.
W 1939 roku we wrześniu wszyscy nauczyciele – mężczyźni zostali powołani do wojska polskiego, w tym Tadeusz Jędrasik i Józef Ratajek. Obaj zginęli w Katyniu. Tutejsza ludność z małymi wyjątkami nie zdążyła opuścić wsi. Wkraczające pierwsze oddziały niemieckie wzniecały we wsi pożary i znęcały się nad ludnością. Niemcy zniszczyli pomoce naukowe, akta szkolne spalono, a radioodbiornik zabrano. Po przejściu wojsk niemieckich otwarty budynek szkolny był „nawiedzany” najczęściej w celach rabunkowych przez różnych ludzi. Udało się zachować jedynie księgi ocen z uwagi na to, że oddano je na przechowanie Antoniemu Ośródce. W czasie wojny w budynku szkolnym czynna była jednoklasowa szkoła dla dzieci osadników niemieckich. W latach 1943–1944 w górnych salach szkoły mieszkali Niemcy sprowadzeni znad Morza Czarnego. W maju 1940 roku z Cieciułowa wyjechał kierownik szkoły Kazimierz Dominas z obawy przed aresztowaniem przez władze niemieckie.
Po wojnie z przedwojennego grona nauczycielskiego wrócił do tutejszej szkoły tylko Kazimierz Dominas, który zajął się organizowaniem szkoły. W budynku szkolnym zdołano umeblować tylko dwie sale lekcyjne. Naukę rozpoczęto 26 lutego 1945 roku, zakończono 15 lipca tegoż roku. Grono nauczycielskie tworzyli: Kazimierz Dominas, Józefa Dominas i Antoni Praszczyk. Dzieci szkolnych było 295. W roku szkolnym 1946/47 do dnia 1 października 1946 roku szkoła była zamknięta z uwagi na to, iż dotychczasowy zespół nauczycielski opuścił Cieciułów. W październiku zatrudniono Wincentego Niedzielskiego i jego żonę Walerię. W roku szkolnym 1948–1949 zatrudniona została Czesława Kucharska, w 1949 r. Stanisław Marciniak, a w 1950 r. Stefania Majtyka. W dniu 1 listopada 1961 roku otwarto Szkołę Przysposobienia Rolniczego przy Szkole Podstawowej w Cieciułowie. Do SPR uczęszczała młodzież z Bobrowy, Żytniowa i Cieciułowa. W sierpniu 1969 r. w ogrodzie pomiędzy budynkiem szkoły a stawem zaczęto kopać fundamenty pod Dom Nauczyciela. We wrześniu 1998 roku rozpoczęto rozbudowę i modernizację szkoły. Oficjalne zakończenie tej inwestycji i oddanie nastąpiło 11 października 2001 roku. Na uroczystości obecny był ówczesny Wojewoda Opolski Adam Pęzioł. W dniach 22 i 23 czerwca 2003 roku odbył się zjazd absolwentów szkoły z okazji jej 70. rocznicy istnienia oraz nadania jej imienia Tadeusza Kościuszki. Jesienią 2005 roku szkoła otrzymała z Europejskiego Funduszu Społecznego nowocześnie wyposażoną pracownię komputerową z 10 stanowiskami dla uczniów.
Kierownicy szkoły
- 1930–1933 Nikodem Kuc
- 1933–1934 Aleksander Strusiński
- 1934–1935 Czesław Rawicki
- 1935–1945 Kazimierz Dominas
- 1946–1950 Wincenty Niedzielski
- 1950–1951 Stefania Majtyka
- 1951–1964 Franciszek Łuczak
- 1964–1966 Zdzisław Gibek
- 1966–1970 Tadeusz Franek
- 1970–1991 Czesław Grądys – dyrektor szkoły
- 1991 –  2017 Alina Olewińska
- od 2017 - Barbara Kubik

## Sport

### Piłka nożna
- LZS Bugaj Nowy. Klub został założony w 1977 r. Początkowo swoje mecze rozgrywał w B i C klasie na boisku w Bugaju. Z powodów technicznych i rozpadzie LZS Cieciułów swoje mecze rozgrywał na boisku przy PSP. W 2006 r. (25-lecie klubu) LZS Bugaj Nowy wprowadza awansem drużynę seniorów do A klasy oraz drużynę juniorów do II ligi opolskiej.

### Klub biegacza w Cieciułowie
W sekcji biegowej LZS Bugaj brało udział sześciu zawodników. Klub reprezentowali: Damian Sowa, Tomasz Kubacki, Dawid Świtała, Tadeusz Krawczyk, Klaudia Kluba, Jarosław Grabowski.
W czerwcu 2011 r. odbyła się I edycja biegów na dystansie 8 km.